# Alfred Birney
Alfred Alexander Birney (Den Haag, 20 augustus 1951) is een Nederlandse schrijver, essayist en columnist. Met zijn roman De tolk van Java (2016), die wekenlang de Bestseller 60 aanvoerde, won hij zowel de Libris Literatuurprijs als de Henriette Roland Holstprijs.

## Biografie
Birney is geboren uit een Nederlands-Indische (Indo) vader en een Nederlandse moeder. De Nederlandse voorouders van zijn vader waren uit het achttiende-eeuwse Schotland afkomstig, vandaar de Engelse achternaam. Birney groeide op in Den Haag; tot zijn dertiende bij zijn ouders, daarna tot zijn achttiende in internaten in Voorschoten, Arnhem en Scheveningen. Tot zijn vijfentwintigste leidde hij een bohemien bestaan, zette zijn eerste verhalen op papier maar gooide ze weg. Hij richtte zich voornamelijk op een carrière als musicus: hij trad op als singer-songwriter in voorprogramma’s van rock-’n-rollbands, gaf gitaarles en publiceerde tussen 1979 en 1984 gitaarmuziek in boekvorm. In tijdschriftpublicaties introduceerde hij het gecombineerde noten- en tabulatuurschrift voor gitaristen, dat grote navolging kreeg.
Toen Birney rond zijn dertigste zijn loopbaan als gitarist moest opgeven door een onherstelbare beschadiging aan zijn linkerhand, ging hij serieus verder met schrijven. Hij debuteerde in 1987 met de roman Tamara’s lunapark. Hierna volgde een reeks romans, waaronder Vogels rond een vrouw (1991) en De onschuld van een vis (1995), die respectievelijk in 2000 en 2002 in vertaling in Indonesië werden uitgebracht. In 1991 kreeg hij voor zijn oeuvre (1987-1991) de G.W.J. Paagman-prijs uitgereikt onder een commissie voorgezeten door Aad Nuis. De bloemlezing Oost-Indische inkt. 400 jaar Indië in de Nederlandse letteren (1998) veroorzaakte veel beroering en polemiek binnen kringen van de Indische literatuur. Van 2002 tot 2005 schreef hij columns voor de Haagsche Courant. Verder publiceerde hij artikelen, recensies en verhalen in onder meer de Volkskrant, de Held, Moesson en Archipel Magazine. Een selectie van zijn verhalen bundelde hij later in Fantasia (1999) en in De fenomenale meerval (2018).
Na een periode van afwezigheid op het literaire toneel kwam Birney terug met zijn Rivieren-trilogie, bestaande uit Rivier de Lossie (2009), Rivier de IJssel (2010) en Rivier de Brantas (2011). Birney verbindt hierin drie werelden (de Schots-Nederlandse, de Chinees-Nederlandse en Indonesisch-Nederlandse) met elkaar, terwijl elke novelle zich ook als een afgerond verhaal laat lezen. In Rivier de Lossie gaat een gitarist op zoek in Schotland naar zijn familiegeschiedenis en raakt er in de ban van een betoverende vrouw die hij meent te herkennen uit The Ferryman’s Daughter, een ballade van de Britse folkzanger Donovan. Tijdens hun kortstondig samenzijn komen thema's aan bod als oorlog, migratie, afkomst, de fascinatie voor het onbekende en het noodlot. In Rivier de IJssel ontmoet de hoofdpersoon een onbekende neef: een dubbelganger die hem een vervreemdend gevoel geeft over zijn afkomst, en een grote kennis van het Nederlandse koloniale verleden aan de dag legt. Rivier de Brantas, rond een vloek die de gitarist wil bezweren door een bezoek aan het graf van zijn grootmoeder op Java, sluit de trilogie af. 
In 2012 verscheen zijn essay De dubieuzen, met als ondertitel "Wat Multatuli, Daum en Couperus ons niet vertelden (en wij niet konden lezen...)". Tegenover de gecanoniseerde romans van deze auteurs, plaatst Birney de minder bekende teksten van Dé-Lilah, Victor Ido en J.E. Jasper. Via deze voorbeelden stelt hij onder meer het gebrek aan kennis in Nederland van de eigen koloniale geschiedenis aan de kaak.
Met de publicatie van zijn roman De Tolk van Java (2016) bereikten Birney's publieke bekendheid en literaire reputatie een hoogtepunt. In dit gelaagde, meerstemmige werk onderneemt het personage Alan Noland een zoektocht naar zijn herkomst en identiteit. Zijn vader vocht in de Tweede Wereldoorlog tegen de Japanse bezetter en werkte daarna als tolk in het Nederlandse leger, dat op dat moment een koloniale oorlog voerde in Indonesië. Bij terugkomst in Nederland leidt diens trauma tot een ernstig verstoorde gezinssituatie. Het boek bezorgde Birney in 2017 zowel de Libris Literatuurprijs als de Henriette Roland Holstprijs. De commissie van voordracht van laatstgenoemde prijs beschouwde de roman als "een schokkende confrontatie met een voorheen onverteld en dus onverwerkt deel van Nederlands koloniale verleden".
In 2017 kreeg Birney eerst last van een hernia en later kreeg hij een hartinfarct. In 2019 is hij hersteld na een vijfvoudige bypass-operatie.

## Postkoloniale literatuur
Ondanks zijn verzet tegen de categorisering van zijn persoon, wordt Birney doorgaans gerekend tot de Tweede Generatie Indische schrijvers; net als onder meer Marion Bloem, Adriaan van Dis, Theodor Holman en Ernst Jansz. In zijn bloemlezing Oost-Indische inkt en zijn essays (gebundeld in Zwerfpost) betoont hij zich een kritische volger van publicaties over Nederlands-Indië. Hij vestigt de aandacht op de ongelijke machtsverhoudingen tussen centrum en periferie, die ertoe leiden dat de Nederlands-Indische letteren grotendeels genegeerd worden. Doordat deze buiten het curriculum gehouden worden, weten veel Nederlanders te weinig van het koloniale verleden. Herkomst, identiteit, racisme en het geweld van Nederland in Indonesië zijn belangrijke motieven in Birney's literaire werken. Een hoofdmotief vormt de herinnering, die in vrijwel al zijn boeken een rol van betekenis speelt.

### Boeken
- Zwerfpost (tussen Oost en West). Columns, essays, artikelen e.d.. Amsterdam, Uitgeverij De Geus: 2024
- In de wacht. Roman. Amsterdam, Uitgeverij De Geus: 2020
- Niemand bleef; dagboek van Meneer B: Dagboek. 2019
- De fenomenale meerval. Verhalen. 2018
- De Tolk van Java. Roman. Breda, Uitgeverij De Geus: 2016
- De dubieuzen. Essay. Haarlem, Uitgeverij In de Knipscheer: 2012
- Rivier de Brantas. Novelle. Haarlem, Uitgeverij In de Knipscheer: 2011
- Rivier de IJssel. Novelle. Haarlem, Uitgeverij In de Knipscheer: 2010
- Rivier de Lossie. Novelle. Haarlem, Uitgeverij In de Knipscheer: 2009
- Yournael van Cyberney. Columns, essays, verhalen. Haarlem, Uitgeverij In de Knipscheer: 2001
- Het verloren lied. Roman. Haarlem, Uitgeverij In de Knipscheer: 2000
- Fantasia. Verhalen. Amsterdam, Uitgeverij Contact: 1999
- Oost-Indische inkt. 400 jaar Indië in de Nederlandse letteren. Bloemlezing. Amsterdam, Uitgeverij Contact: 1998/2009
- Sonatine voor zes vrouwen. Roman. Amsterdam, Uitgeverij Contact: 1996
- De onschuld van een vis. Roman. Amsterdam, Uitgeverij Contact: 1995
- Vogels rond een vrouw. Roman. Amsterdam, Uitgeverij In de Knipscheer: 1991
- Bewegingen van heimwee. Roman. Amsterdam, Uitgeverij In de Knipscheer: 1989
- Tamara’s lunapark. Roman. Haarlem, Uitgeverij In de Knipscheer: 1987

### Bibliofiele uitgaven
- 1984 - De brave mol
- 1985 - De veroordeelde
- 2010 - De taart en de kat

## Bestseller 60
| Boeken met noteringen in de Nederlandse Bestseller 60 | Jaar van verschijnen | Datum van binnenkomst | Hoogste positie | Aantal weken | Opmerkingen |
| ----------------------------------------------------- | -------------------- | --------------------- | --------------- | ------------ | ----------- |
| De tolk van Java                                      | 2016                 | 15-05-2017            | 1               | 25           |             |

## Media
Birney trad op in de tv-documentaire De Indische Diaspora, deel I: De Birnies, een Indische familie uit Deventer (regie: Joop de Jong & Liane van der Linden, 1997). Op 15 augustus 2021 was hij te gast in het VPRO-programma Zomergasten.